# Mette Moestrup
Mette Moestrup (født 11. december 1969 i Aarhus) er en dansk digter og forfatter. Hun er cand.phil. i litteraturhistorie fra Aarhus Universitet og har i en årrække arbejdet som fast lærer på Forfatterskolen.

## Temaer og inspiration
Moestrup beskrives ofte som eksperimenterende digter på grund af hendes legen med perspektiv, køn og sproglige konstruktioner. I sine digte behandler Moestrup ofte tematikker såsom identitet, køn, seksualitet og etnicitet. 
Selv om Moestrup er bedst kendt som digter, har hun også udgivet børnebøgerne Ti Grønne fingre (2007), Hvad siger sneugleungen Ulla? (2009), prosabogen "Jævnet med jorden" (2009) og enkelte noveller.
Moestrup har ved flere lejligheder udtalt, at hun er inspireret af forfattere som Rainer Maria Rilke, Sylvia Plath, Vladimir Nabokov og Steen Steensen Blicher, og har ved flere lejligheder lavet referencer til disse i sine værker.

## Hæder
Moestrup modtog i 2007 Montanas Litteraturpris for digtsamlingen Kingsize.
I 2019 blev hun tildelt Statens Kunstfonds livsvarige hædersydelse som én af de til alle tider i alt 275 modtagere.

## Udgivelser
- Tatoveringer, 1998, Gyldendal (digte)
- Rilke & rytme: en undersøgelse af Rainer Maria Rilkes lyriske rytme,1999, Litteraturhistorisk Forlag, (fagbog)
- Golden Delicious, 2002, Gyldendal (digte)
- Kingsize, 2006, Gyldendal (digte)
- Ti grønne fingre, 2007, Gyldendal (børnebog)
- Jævnet med jorden, 2009, Gyldendal
- Hvad siger sneugleungen Ulla?, 2009, Gyldendal (børnebog)[4][5]
- Dø løgn dø, 2012, Gyldendal (digte)
- Frit Flet, 2014, Gyldendal (i samarbejde med Naja Marie Aidt og Line Knutzon)
- OMINA, 2016, Gyldendal (digte i samarbejde med Naja Marie Aidt)
- Til den smukkeste: 117 digte, 2019, Gyldendal (digte)
- Sapho: Gendigtet af Mette Moestrup, 2021, Gyldendal (Digte af Mette Moestrup samt oversættelser af Saphos værker)
- Rilke & rytme, 2023, Det aarhusianske forlag Herman & Frudit (essays)
- Butterfly Nebula, 2025, Gyldendal (digte)

## Eksterne links
- Mette Moestrup på Internet Movie Database (engelsk)
- Forfatterbiografi på Litteratursiden.dk Arkiveret 23. maj 2008 hos  Wayback Machine
- Anmeldelse af Kingsize på dr.dk Arkiveret 23. februar 2007 hos  Wayback Machine
- Anmeldelse af Kingsize på sentura.dk Arkiveret 10. marts 2007 hos  Wayback Machine
- Mette Moestrup på Forfatterweb.dk